# Тор (биология)
Вижте пояснителната страница за други значения на Тор.
Тор е всяко вещество с естествен или изкуствен произход, което се прилага към почвата или към растителните влакна, за да предоставя едно или повече хранителни вещества от съществено значение за растежа на растението. Съществуват много видове торове, както естествени, така и промишлено произвеждани.

## Механизъм
Торовете подобряват растежа на растенията. Това се постига по два начина, като традиционният е с добавки, които предоставят хранителни вещества. Вторият начин подобрява ефективността на почвата, като модифицира нейната способност да задържа вода и въздух. Торовете обикновено предоставят в различни пропорции:
- три основни макроелемента
  - азот (N): растеж на листата
  - фосфор (P): развиване на корени, цветове, семена, плодове
  - калий (K): растеж на стеблото, придвижване на вода в растението, подпомагане на цъфтежа и даването на плодове
- три вторични макроелемента
  - калций (Ca)
  - магнезий (Mg)
  - сяра (S)
- микроелементи: мед (Cu), желязо (Fe), манган (Mn), молибден (Mo), цинк (Zn) и бор (B). Понякога се добавят и силиций (Si), кобалт (Co) и ванадий (V).

Хранителните вещества, нужни за здравословен живот на растението, се класифицират по елементи, но самите елементи не се използват като тор. Вместо това се използват химични съединения, съдържащи тези елементи, като основа на торовете. Основните хранителни вещества се консумират в голямо количество и присъстват в растителните тъкани в количества, вариращи от 0,15% до 6% при напълно сухи условия (0% влажност). Растенията са съставени от четири главни елемента: водород, кислород, въглерод и азот. Въглеродът, водородът и кислородът са широко разпространени под формата на вода и въглероден диоксид. Въпреки че азотът представлява по-голямата част от атмосферата, той е под форма, която не може да се използва от растенията. Азотът е най-важната съставка на тора, тъй като присъства в протеините, ДНК и други компоненти (например хлорофила). За да е хранителен за растенията, азотът първо трябва да е наличен в „неподвижна“ форма. Само някои бактерии и техните приемствени растения (основно бобови култури) могат да се възползват от атмосферния азот (N2) като го превръщат в амоняк. Фосфатът е нужен за производството на ДНК и АТФ, основният преносител на енергия в клетките, както и някои определени липиди.
Микроелементите се консумират в по-малко количество и присъстват в растителната тъкан в порядъка на части на милион (ppm), вариращи от 0,15 до 400 ppm. Тези елементи често присъстват в активните части на ензимите, които извършват метаболизма на растението. Тъй като тези елементи задействат ензимите, тяхното влияние многократно надхвърля тегловния им процент.

## Класификация
Торовете се класифицират по няколко начина. Класифицират се според това дали предоставят един елемент, при което се класифицират като единични торове. Комбинираните (сложните) торове предоставят два или повече елемента. Понякога торовете се класифицират като минерални (неорганични) или органични. Минералните нямат въглерод-съдържащи вещества освен карбамиди. Органичните обикновено представляват рециклирана растителна или животинска материя – оборски тор, птичи тор, компост. Минералните торове понякога се наричат изкуствени торове, тъй като различни химични обработки са нужни за производството им.

### Органични торове
Органичните торове подобряват почвената структура и развитието на полезни микроорганизми. В сравнение с минералните торове, тези се прилагат по-трудно. Чрез органичните торове се постига образуване на хумус, който е в основата на доброто фиксиране на йоните. Те подобряват структурата на почвата и предоставят постоянно хранителни вещества поради бавното си разлагане, както и способстват развитието на полезни микроорганизми. Органичните торове снабдяват растенията едновременно с множество макро и микро елементи, като това ги прави универсални. Този вид торове са подходящи основно за култури, отглеждани при поливни условия и на наклонен терен. Сред тях по-широка употреба имат оборският тор, птичият тор и компостите.

### Минерални торове

#### Единични торове
Основните азотни единични торове са базирани на амоняк или негови разтвори. Широко се използва амониев нитрат (NH4NO3). Карбамидът е друг популярен източник на азот, имащ преимуществото да е твърд е неексплозивен, за разлика от амоняка и амониевия нитрат. Малък процент от пазара на азотните торове (4% към 2007 г.) е зает от калциев амониев нитрат (Ca(NO3)2 · NH4NO3 · 10H2O).
Основните единични торове са суперфосфатите (моноклациев фосфат). Единичните суперфосфати са съставени от 14 – 18% P2O5 под формата на Ca(H2PO4)2 и фосфогипс (CaSO4 · 2H2O). Тройният суперфосфат съдържа 44 – 48% P2O5 и няма гипс. Смес от единичен и троен суперфосфат се нарича двоен суперфосфат. Над 90% от типичния суперфосфат е разтворим във вода.

#### Комбинирани торове
Това са най-често срещаните торове. Те съдържат две или повече съставки.

##### Бинарни торове
Големите двукомпонентни торове предоставят както азот, така и фосфор на растенията. Следователно се наричат NP торове. Основните NP торове са амониев дихидрофосфат (MAP) и диамониев фосфат (DAP). Активната съставка в MAP е NH4H2PO4, а активната съставка в DAP е (NH4)2HPO4. Около 85% от MAP и DAP торовете са разтворими във вода.

##### NPK торове
NPK торовете са трикомпонентни торове, предоставящи азот (N), фосфор (P) и калий (K). Създадена е система за категоризиране, описваща количеството азот, фосфор и калий в даден тор. Системата съдържа три числа, разделени от тирета (например 10-10-10 или 16-4-8), които се отнасят за химичния състав на тора. Първото число показва процента на азот, второто – процента P2O5, а третото – процента K2O. Всъщност, торовете не съдържат нито P2O5, нито K2O, но системата е конвенционален начин да се определи количеството фосфор или калий в тора. Така, торба с 23 kg тор с показание 16-4-8 съдържа 3,6 kg азот (16% от 23-килограмовата торба), количество фосфор, еквивалентно на това в 0,9 kg P2O5 (4% от 23 kg) и 1,8 kg K2O (8% от 23 kg). Повечето торове се маркират по тази система, макар австралийската система N-P-K-S да добавя и четвърто число за сяра (S).

### Микроелементи
Основните микроелементи са молибден, цинк и мед. Те се предоставят под формата на водоразтворими соли. Желязото представлява особен проблем, тъй като се превръща в неразградими съединения при умерено ниво на pH и фосфатна концентрация. Поради тази причина, желязото често се прилага под формата на хелатен комплекс. Нуждите от микроелементи зависят от растението. Например, захарното цвекло се нуждае от бор, а бобовите култури се нуждаят от кобалт.

## Производство

### Азотни торове
| Страна         | Потребление на азот (Mt pa) | Количество, използвано за паша (Mt pa) |
| -------------- | --------------------------- | -------------------------------------- |
| Китай          | 18,7                        | 3,0                                    |
| Индия          | 11,9                        | -                                      |
| САЩ            | 9,1                         | 4,7                                    |
| Франция        | 2,5                         | 1,3                                    |
| Германия       | 2,0                         | 1,2                                    |
| Бразилия       | 1,7                         | 0,7                                    |
| Канада         | 1,6                         | 0,9                                    |
| Турция         | 1,5                         | 0,3                                    |
| Великобритания | 1,3                         | 0,9                                    |
| Мексико        | 1,3                         | 0,3                                    |
| Испания        | 1,2                         | 0,5                                    |
| Аржентина      | 0,4                         | 0,1                                    |

Азотните торове се правят от амоняк (NH3), който понякога се инжектира директно в земята. Той се произвежда чрез процес на Хабер. В този енергийно интензивен процес, природен газ (CH4) обикновено доставя водород, а азотът (N2) се извлича от въздуха. Този амоняк се използва като първична суровина за всички останали азотни торове.
Находищата на натриев нитрат (NaNO3) (чилийска селитра) в пустинята Атакама в Чили са едни от първите (1830 г.) използвани азотни торове.

### Фосфатни торове
Всичките фосфатни торове се извличат от минерали, съдържащи фосфатния анион PO43−. В редки случаи полята се обработват с натрошения минерал, но най-често се произвеждат разтворими соли чрез химическа обработка на фосфатни минерали. Най-често срещаните фосфатни минерали са фосфоритите. Основните минерали са флуороапатит Ca5(PO4)3F и хидроксиапатит Ca5(PO4)3OH. Тези минерали се преобразуват на водоразтворими фосфорни соли чрез обработка със сярна (H2SO4) или фосфорна киселина (H3PO4). Голямото производство на сярна киселина като промишлен химикал е основно поради употребата ѝ като евтина киселина за преработка на фосфорити в тор. Главното приложение както на серните, така и на фосфорните съединения са свързани с този процес.

### Калиеви торове
Поташът е смес от калиеви минерали, използвани за производството на калиеви торове. Той е разтворим във вода, така че основната пречка за производството му включва някои пречиствателни стъпки, т.е. да се премахне солта (NaCl). Понякога поташът се изписва като K2O за удобство при описването на съдържанието на поташ. Всъщност, калиевите торове обикновено представляват калиев хлорид, калиев сулфат, калиев карбонат или калиев нитрат.

### Сложни торове
Сложните торове, които съдържат N, P и K, често могат да се съставят чрез смесване на единични торове. В някои случаи възниква химични реакции между две или повече съставки. Например, моноамониевият и диамониевият фосфат, които предоставят на растенията азот и фосфор, се произвеждат чрез неутрализирането на фосфорна киселите и амоняк:
NH3 + H3PO4 → (NH4)H2PO4
2 NH3 + H3PO4 → (NH4)2HPO4

## Приложение
Торовете се използват широко за отглеждането на всякакви култури, като приложението им зависи от плодородността на почвата, обикновено измерена според дадената култура. Например, бобовите култури могат да използват азота от атмосфера и нямат нужда от азотен тор.
Торовете се прилагат към културите както в твърдо, така и в течно състояние. Около 90% торовете се прилагат в твърдо състояние. Най-широко използваните твърди минерални торове са карбамидите, диамониевият фосфат и калиевият хлорид. Твърдите торове обикновено са във вида на гранули или пудра. Течните торове обикновено са сух амоняк, водни разтвори на амоняк, водни разтвори на амониев нитрат или карбамид. Тези концентрирани продукти могат да се разтворят във вода, за да се образува концентриран течен тор. Предимствата на течността са по-бързият ѝ ефект и по-лесното покритие.

### Пренаторяване
Внимателните наторителни технологии са важни, тъй като прекаленото количество хранителни вещества може да има пагубен ефект върху растението. Когато се използва твърде много тор се получава нагар у растението, което води до поражения или дори смъртта му. Различните торове се различават по своята склонност да причинят нагар.

## Въздействие върху околната среда
Употребата на торове е благоприятна за осигуряването на хранителни вещества за растенията, макар да притежават някои отрицателни ефекти върху околната среда. Нарастващата употреба на торове може да засегне почвата и водата, включително подземната, поради разпръсването на минералите.

### Вода
Фосфорните и азотните торове могат да имат голямо въздействие върху околната среда, когато се използват широко. Това се дължи на тежки валежи, които карат торовете да се оттичат във водните пътища. Оттичанията от земеделски земи имат голям принос към еутрофикацията на сладководните басейни. Такава, например, е съдбата на поне половината езера в САЩ. Основен принос към еутрофикацията имат фосфатите. Високата им концентрация стимулират растежа на цианобактерии и водорасли, чието разлагане консумира кислород. Цъфтежът им може да произвежда вредни токсини, които се натрупват в хранителната верига и могат да навредят и на хората.
Съединенията богати на азот, срещащи се в торовете, са основна причина за намаляване на кислорода в световния океан, особено в крайбрежните зони, езера и реки. Намаленото количество на разтворен кислород във водата намалява способността на тези райони да поддържат водна фауна. Броят на „мъртвите зони“ близо до гъсто населените крайбрежия нараства. От 2006 г. използването на азотни торове се контролира в Северна Европа и САЩ.

#### Азотно замърсяване
Само част от азотните торове бива преобразувана, за производство на растителна материя. Остатъкът се натрупва в почвата или се губи чрез оттичащите се води. Прекаленото използване на азотни торове, комбинирано с водната разтворимост на нитрата води до лесно просмукване във водите на повърхността и под замята и причинява замърсяване на подземните води.

### Почва
Азот-съдържащите торове могат да причинят окисляване на почвата. Това може да доведе до намаляване на хранителните вещества в почвата. Отделно, използването на голямо количество тор може да разкъса симбиотичната връзка между растения и микоризни гъби.
Концентрацията на кадмий във фосфорните торове може да варира значително и може да е проблемна. Например, моноамониевият фосфат може да има съдържание на кадмий от 0,14 mg/kg до 50,9 mg/kg. Фосфатните камъни, използвани при производството им, могат да съдържат до 188 mg/kg кадмий (такива имат например находищата на Науру и остров Рождество). Продължителното използване на торове с високо съдържание на кадмий може да замърси почвата и растенията (примери за това има в Нова Зеландия). Фосфатните скали съдържат високи нива флуорид. Широкото използване на фосфатни торове повишава концентрацията на флуорид в почвата. Макар замърсяването на храната с флуорид не е проблем, тъй като растенията натрупват малко флуорид от почвата, по-голям проблем е възможността добитъкът да се отрови с флуорид от почвата.

## История
Управлението на плодородността на почвата е главно занимание на земеделците в продължение на хиляди години. Египтяните, римляните, вавилонците и германите са използвали минерали, за да подобряват добивите от нивите си. Съвременна наука за храненето на растенията започва през 19 век с трудовете на немския химик Юстус фон Либих и други. Джон Бенет Лоус, английски предприемач, започва да експериментира с въздействието на различните елементи върху растежа на растенията в саксии през 1837 г., а година или две по-късно експериментите са пренесени при културите на нивите. Едно пряко последствие от това е патентован през 1842 г. тор, образуван от преработени фосфати със сярна киселина, като така е създаден първият минерален тор в промишлеността.
Процесът на Биркеланд-Ейде е един от конкуриращите промишлени процеси в началото на производството на азотни торове. Този процес се използва за извличането на азот (N2) от атмосферата в азотна киселина (HNO3), един от няколкото химични процеси под общото наименование азотна фиксация. Получената азотна киселина след това се използва като източник за нитрат (NO3−).
Развиването на минералните торове значително поддържа световния прираст – изчислено е, че приблизително половината от хората по света се хранят, благодарение на употребата на минерални торове. През последните 50 години употребата на комерсиални торове расте стабилно, нараствайки почти 20-кратно до настоящото потребление от 100 милиона тона азот годишно. Оценено е, че без торове около една трета от храната, произвеждана днес, няма да може да бъде произвеждана. Употребата на фосфатни торове също е нараснала от 9 милиона тона годишно към 1960 г. до 40 милиона тона годишно през 2000 г. През 1960-те години в САЩ започва разработката на карбамиди със сярна обвивка, поради ниската ѝ цена и стойността ѝ на вторично хранително вещество.